# Kruithuis ('s-Hertogenbosch)
Het Bossche Kruithuis met Museum Kruithuis is een 17e-eeuws kruithuis aan de Citadellaan in de binnenstad van 's-Hertogenbosch. Het is gebouwd in 1618-1620 onder leiding van krijgsbouwkundig ingenieur Jan van der Weeghen naar het voorbeeld van het eerste Kruithuis van Delft. Het is het laatste nog bestaande kruithuis uit de Tachtigjarige Oorlog.

## Bouw
Aan het begin van de 17e eeuw beschikte de stad over verschillende depots voor de opslag van munitie, met name in de torens en rondelen van de stadsmuren. Het Twaalfjarig Bestand van 1609-1621 werd aangegrepen om de verdedigingswerken van de stad grondig te renoveren en uit te breiden. In 1617 werd de bouw van het "aminutiehuis bij de Orthenpoort" aanbesteed.
Het zeshoekige gebouw kreeg buitenmuren van een meter dik, zonder ramen, opgetrokken uit baksteen in combinatie met natuursteen. Hierbinnen werd een binnenplaats gecreëerd met muren die minder dik waren. De toegangspoort bevond zich aan de zijde van de stadswallen en het dak was er met een zwakke constructie op bevestigd, zodat bij een eventuele ontploffing het gebouw de lucht in zou vliegen of in ieder geval van de stad af. Het geheel werd omringd door een gracht. De totale bouwsom bedroeg 22.748 gulden, 4 stuivers en 6 oortjes. De laatste rekening werd betaald op 27 september 1621.

## Gebruik
In 1629, na het Beleg van 's-Hertogenbosch en de verovering van de stad door Frederik Hendrik, werd het gebouw door de Staatsen geconfisqueerd voor doeleinden van nationaal belang. Er werden een wapenfabriek en later een laboratorium voor wetenschappelijk onderzoek gevestigd. In de Tweede Wereldoorlog werden het Standbeeld Jeroen Bosch en het Standbeeld Kardinaal van Rossum ter bescherming tegen oorlogsgeweld en Duitse smeltovens opgeslagen in het Kruithuis. In 1947 stond de stad de Mortelkazerne af aan het Rijk in ruil voor hernieuwd eigen zeggenschap over het Kruithuis.
Tussen 1946 en 1973 werden in het gebouw architecten opgeleid voor de wederopbouw aan de driejarige Cursus Kerkelijke Architectuur, waaruit zich de Bossche School zou ontwikkelen. Docenten waren onder meer de broers Hans en Nico van der Laan. In 1956 studeerde Jan de Jong er cum laude af.
Van 1972 tot 1994 was het pand het onderkomen van het Stedelijk Museum 's-Hertogenbosch. In 1973-1975 werd een grondige restauratie uitgevoerd. Toen het museum groeide en er plannen ontstonden om het complex, destijds bekend als Museum Het Kruithuis, te verbouwen naar ontwerp van Architect Borek Sipek, is het SM's en de kunstuitleen die er waren gevestigd, verhuisd. In 2002 werden de controversiële verbouw- en uitbreidingsplannen geschrapt. Sinds 1989 is het een rijksmonument en bood het Kruithuis onderdak aan STOK (Stedelijk Overleg Kunstenaars 's-Hertogenbosch) en waren er elke zes weken exposities te bezichtigen.
Thans is Museum Kruithuis van de Kring Vrienden van ’s-Hertogenbosch er gevestigd, met een vaste tentoonstelling met verhalen uit de Tachtigjarige Oorlog, het Beleg van ‘s-Hertogenbosch en de Zuiderwaterlinie.<ref<Museum Kruithuis</ref>